# 김대식 (1986년)
김대식(1986년 3월 10일 ~ )은 대한민국의 축구 선수이며, 포지션은 공격수이다.